# Melidia
Melidia Stål, 1876 è un genere di insetti ortotteri della famiglia Tettigoniidae, diffuso nell'Africa subsahariana.

## Tassonomia
Il genere comprende le seguenti specie:
- Melidia brunneri Stål, 1876
- Melidia claudiae Massa, 2015
- Melidia kenyensis Chopard, 1954
- Melidia laminata Chopard, 1954